# Phorioppnia
Phorioppnia is een geslacht van mosdiertjes uit de familie van de Phorioppniidae. De wetenschappelijke naam van het geslacht is voor het eerst geldig gepubliceerd in 1997 door Gordon & d'Hondt.

## Soorten
De volgende soorten zijn bij het geslacht ingedeeld:
- Phorioppnia cookae Gordon & d'Hondt, 1997
- Phorioppnia nova Gordon & d'Hondt, 1997